# 2483 Guinevere
A 2483 Guinevere (ideiglenes jelöléssel 1928 QB) egy kisbolygó a Naprendszerben. Max Wolf fedezte fel 1928. augusztus 17-én, Heidelbergben.